# Hyogo

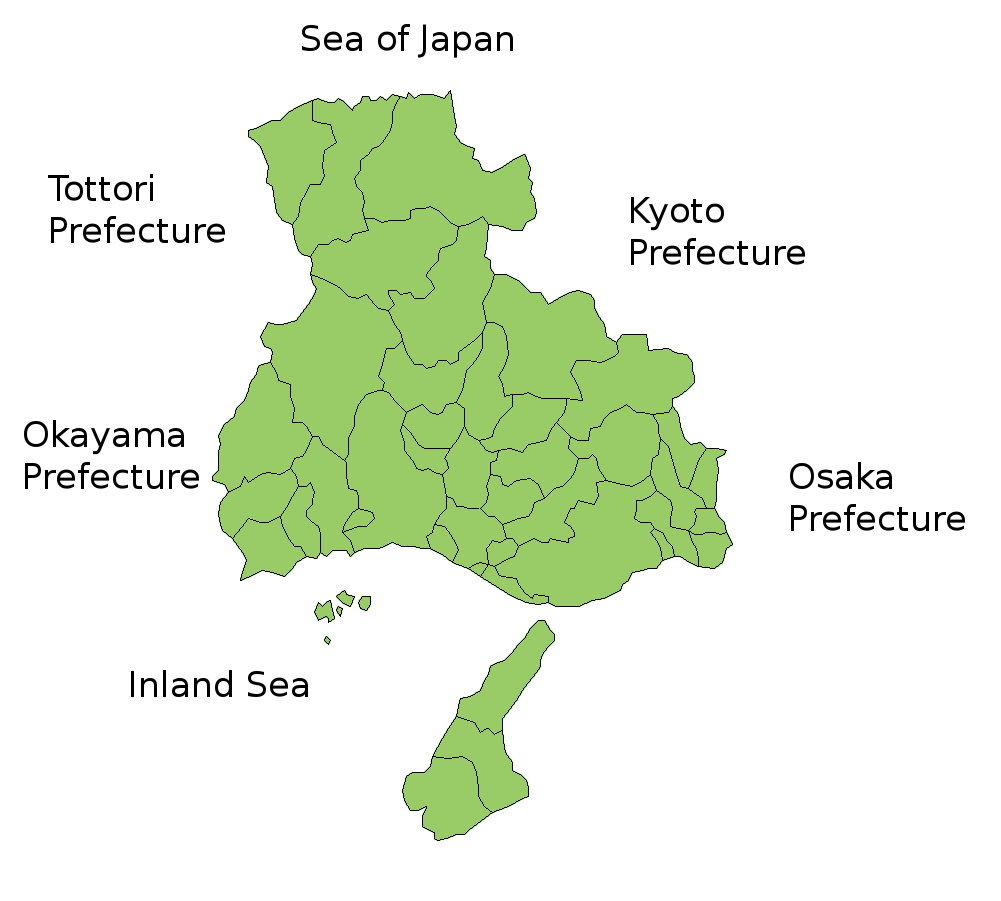
Mapa da prefeitura de Hyogo.

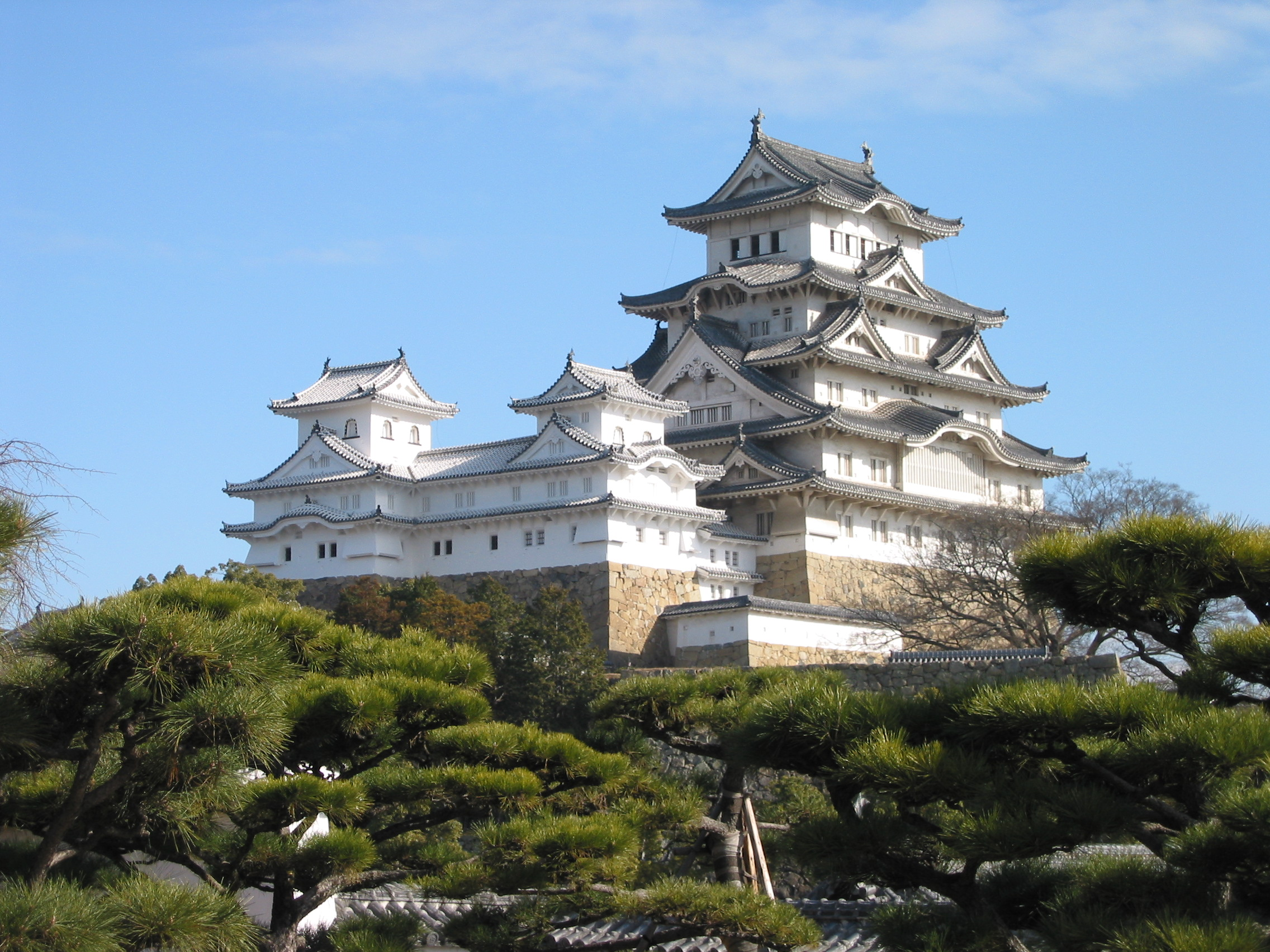
Castelo de Himeji em Himeji, um Patrimônio Mundial da UNESCO.

Hyōgo (兵庫県, Hyōgo-ken) é uma prefeitura do Japão localizada na região Kansai, na ilha de Honshu. Sua capital é Kobe.

## História
A atual área da prefeitura de Hyōgo incluía as prefeituras de Harima, Tajima e Awaji, além de partes das províncias de Tamba e Settsu.
Em 1180, próximo do final do período Heian, o Imperador Antoku, Taira no Kiyomori e a corte Imperial moveram-se para Fukuhara, onde hoje se encontra a cidade de Kōbe. A capital permaneceu em Fukuhara por cerca de cinco meses.
A região sul da prefeitura foi severamente devastada pelo sismo de magnitude 7,2 na escala de Richter, em 1995, destruindo grandes partes de Kōbe e Awaji, assim como Takarazuka e a prefeitura de Ōsaka.

## Geografia
Hyōgo é banhada por dois mares: o Mar do Japão, ao norte, e o Mar Interior, ao sul. A porção norte da prefeitura é pouco povoada, exceto pela cidade de Toyooka, e porção central é formada por pequenos vilarejos. Grande parte da população vive na costa sul, que faz parte da área metropolitana de Ōsaka-Kyōto-Kōbe. A Ilha Awaji, localizada no Mar Interior, entre as ilhas de Honshū e Shikoku, também faz parte da prefeitura.
O clima em Hyōgo é quente e úmido no verão. No inverno, a parte norte costuma ter grandes quantidades de neve, enquanto o litoral sul tem relativas quedas de temperatura.
Hyōgo faz fronteira com as prefeituras de Ōsaka e Kyōto, à leste, e Tottori e Okayama, à oeste.

### Cidades
Em negrito, a capital da prefeitura.
| - Aioi - Akashi - Ako - Amagasaki - Asago - Ashiya - Awaji - Himeji (Hyōgo) | - Itami - Kakogawa - Kasai - Kato - Kawanishi - Kōbe - Miki - Minamiawaji | - Nishinomiya - Nishiwaki - Ono - Sanda - Sasayama - Shiso | - Sumoto - Takarazuka - Takasago - Tamba - Tatsuno - Toyooka - Yabu |

### Distritos
| - Distrito de Ako - Distrito de Ibo - Distrito de Kako - Distrito de Kanzaki | - Distrito de Kawabe - Distrito de Mikata - Distrito de Sayo | - Distrito de Shikama - Distrito de Shiso - Distrito de Taka |

## Economia
A prefeitura de Hyōgo possui muitas indústrias pesadas e o Porto de Kōbe é um dos maiores no Japão. Hyōgo faz parte da Região Industrial de Hanshin. Existem dois institutos de pesquisa RIKEN, instituição que pesquisa as ciências naturais no Japão, na prefeitura.

## Turismo
Kōbe é um dos principais destinos turísticos, pois fica muito próxima de Kyōto e Ōsaka. Também existem castelos antigos. Na cidade de Himeji fica o castelo de Himeji, tombado como Patrimônio Mundial da Humanidade pela UNESCO em 1993.
Na região norte da prefeitura de Hyogo, nos arredores do litoral, encontram-se o Onsen de Kinosaki, Izushi e o Onsen de Yumura.

## Pessoas notáveis
- Aoki Ume, mangaka que criou Hidamari Sketch e fez os designs oficiais de Mahou Shoujo Madoka Magica
- Ueno Juri, atriz japonesa ganhadora de prêmios da Academia Japonesa, conhecida por sua performance em Swing Girls
- Kaoru, guitarrista da banda Dir en grey , residente na prefeitura de Hyogo
- Domoto Koichi, da banda Kinki Kids
- Heath, baixista da banda X Japan
- Syu, guitarrista da banda Galneryus